# 菅谷範政
菅谷範政（すげのや のりまさ、永禄元年（1558年） - 慶長17年（1612年））は、戦国時代の武将。小田氏、徳川氏の家臣。はじめ政光を名乗る。左衛門大夫を称した。父は菅谷政貞、子は菅谷範貞。
小田氏治に忠義を尽くしたが、1583年に氏治が佐竹氏に臣従すると、これに従った。このために土浦城を失うが、後北条氏を滅ぼした豊臣氏家臣の浅野長政に小田氏に対する忠心を評価され、後に関東に入部した徳川家康に推挙されその家臣に迎えられ、1000石、のちに5000石余りまで加増され、子孫は幕末まで続いた。